# Religiosas de la Eucaristía
Las Religiosas de la Eucaristía (oficialmente en francés: Religieuses de l'Eucharistie) son una Congregación religiosa católica femenina de derecho pontificio, fundada por Anna de Meeûs en Bruselas, el 24 de abril de 1857. Las religiosas de esta congregación posponen a sus nombres las siglas: R.E.

## Historia
Anna de Meeûs, con la colaboración del sacerdote jesuita Jean-Baptiste Boone, fundó el 24 de abril de 1857, en Bruselas (Capital de Bélgica), una fraternidad de mujeres con el fin de adorar el Santísimo Sacramento día y noche. El primer nombre de la compañía fue el de Religiosas de la Adoración Perpetua del Santísimo Sacramento y con la aprobación diocesana de parte del obispo de Bruselas, las primeras religiosas profesaron sus votos el 5 de julio de 1857.
El 24 de abril de 1863, la congregación recibió el pontificio decreto de alabanza de parte del papa Pío IX, y sus constituciones fueron aprobadas definitivamente por la Santa Sede el 15 de marzo de 1872. En 1969 el instituto cambió el nombre por el de Religiosas de la Eucaristía.

## Actividades y presencias
Las Religiosas de la Eucaristía se dedican a la reparación y adoración perpetua del Santísimo Sacramento y a la propagación del culto eucarístico. Junto a la Asociación de Adoradores de la Eucaristía se dedican a recoger fondos para ayudar a las iglesias pobres. Además, las religiosas trabajan en el campo de la catequesis y retiros espirituales para niños y jóvenes que se preparan para la primera comunión y para la confirmación.
En 2011, la Congregación contaba con unas 40 religiosas y 3 casas presentes en Bélgica e Italia. La casa general se encuentra en Watermael-Boitsfort (Bélgica) y su actual superiora es la religiosa belga Agnes Charles.